# 미켈레 디 그레고리오
미켈레 디 그레고리오(이탈리아어: Michele Di Gregorio, 1997년 7월 27일 ~ )는 이탈리아의 축구 선수로 현재 이탈리아 세리에 A의 유벤투스에서 골키퍼로 활약하고 있다.